# Kyle Larson

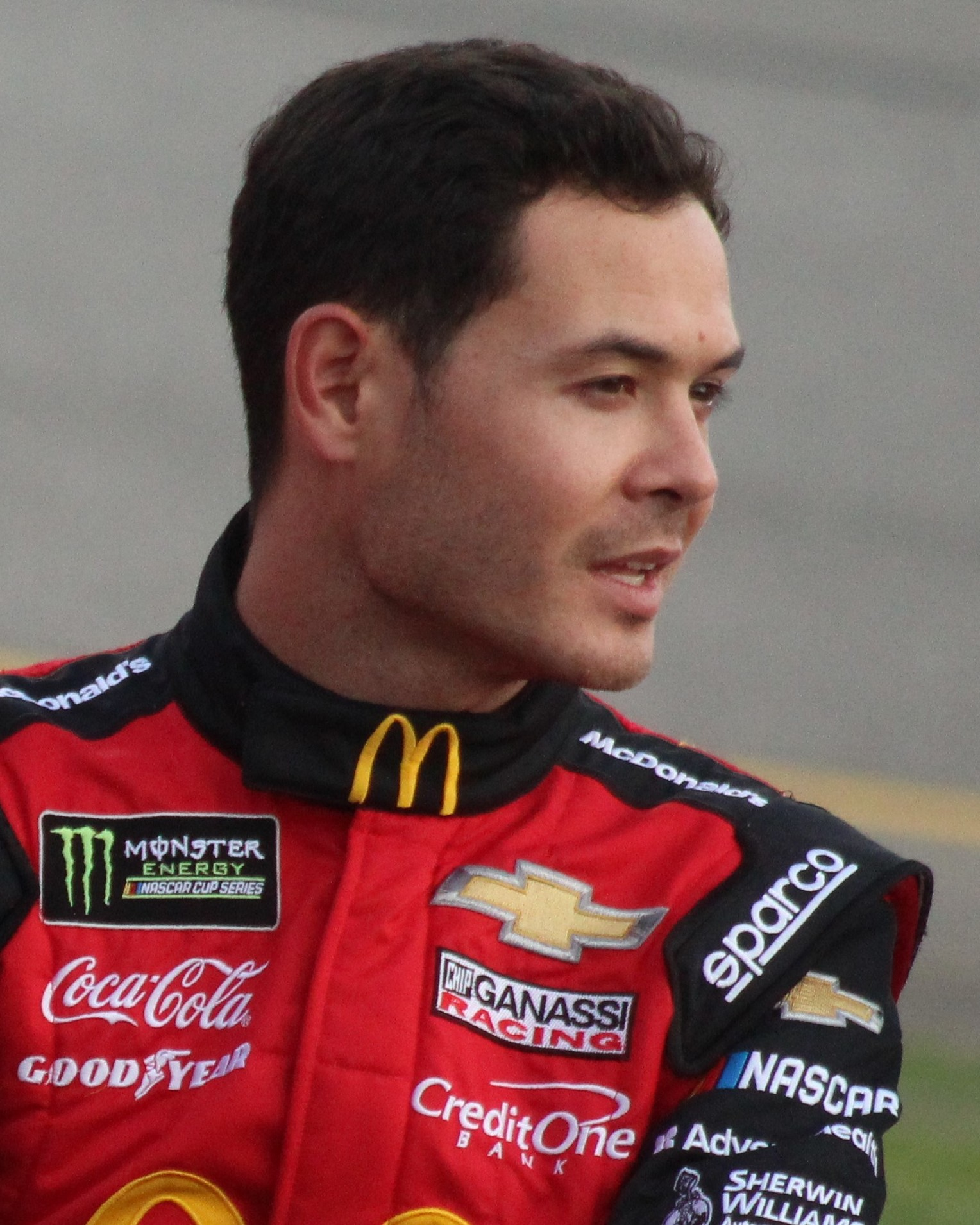
Kyle Larson

Kyle Miyata Larson (Sacramento, Californië, 31 juli 1992) is een Amerikaanse professionele autocoureur die deelneemt aan de NASCAR Cup Series. In 2021 werd hij kampioen.
Larson reed voor het Chip Ganassi Racing-team van het seizoen 2014 tot de start van het seizoen 2020 in auto nummer 42. In dit team behaalde hij negen raceoverwinningen. Hij werd geschorst door NASCAR-autoriteiten en vervolgens in april 2020 ontslagen uit het Ganassi-team vanwege het gebruik van het n-woord (nigger) tijdens in een virtuele racewedstrijd toen hij dacht dat de microfoon uit stond.
NASCAR herstelde de status van Larson in oktober 2020. Vanaf het seizoen 2021 rijdt hij in het Hendrick Motorsports-team in auto nummer 5. Larson won de NASCAR Cup Series 2021.